# فی بادبان
فی بادبان یک ستاره است که در صورت فلکی بادبان قرار دارد.